# Ґлоскув-Летнисько
Ґлоскув-Летнисько (пол. Głosków-Letnisko) — село в Польщі, у гміні Пясечно Пясечинського повіту Мазовецького воєводства. Населення — 610 осіб (2011).
У 1975-1998 роках село належало до Варшавського воєводства.

## Демографія
Демографічна структура станом на 31 березня 2011 року:
|          | Загалом | Допрацездатний вік | Працездатний вік | Постпрацездатний вік |
| -------- | ------- | ------------------ | ---------------- | -------------------- |
| Чоловіки | 287     | 58                 | 199              | 30                   |
| Жінки    | 323     | 65                 | 190              | 68                   |
| Разом    | 610     | 123                | 389              | 98                   |